# 1823 în literatură
Anul 1823 în literatură a implicat o serie de evenimente și cărți noi semnificative.  